# Кушніренко Олександр Васильович
Олександр Васильович Кушніре́нко (8 липня 1930, Широка Балка — 1 лютого 1993, Миколаїв) — український живописець; член Спілки радянських художників України з 1986 року.

## З біографії
Народився 8 липня 1930 року в селі Широкій Балці (нині Генічеський район Херсонської області, Україна). 1956 року закінчив Одеське художнє училище, де навчався у 	Івана Логвина, Леоніда Мучника, Вячеслава Токарєва.
Помер у Миколаєві 1 лютого 1993 року.

## Творчість
Працював у галузі станкового живопису, створював переважно пейзажі, жанрові картини у реалістичному стилі. Серед робіт:
- «Іди, синку!» (1958);
- «Досвітні вогні» (1962);
- «Капуста» (1963);
- «З дідусем на згадку» (1972);
- «Хліб війни» (1978);
- «Буг повноводний» (1979);
- «Розлив» (1983).

Брав участь в обласних, всеукраїнських мистецьких виставках з 1950-х років. Персональні виставки відбулися у Миколаєві у 1965, 1981, 1990 роках, Херсоні у 1977 році.
Окремі роботи зберігаються у Миколаївському художньому музеї, Корсунь-Шевченківському історико-культурному заповіднику, Муніципальному музеї міста Сіетла (Вашингтон, США).